# Antimima pumila
Antimima pumila là một loài thực vật có hoa trong họ Phiên hạnh. Loài này được (Fedde & C.Schust.) H.E.K.Hartmann mô tả khoa học đầu tiên năm 1998.